# Monumento a Giuseppe Dezza
Il monumento a Giuseppe Dezza è una scultura realizzata da Enrico Cassi (1863-1913) situata a Milano, in via Marina all'angolo con via Palestro. Rappresenta una figura di rilievo del Risorgimento italiano: colonnello dei i Mille, tenente generale del Regio Esercito e senatore del Regno d'Italia.

## Storia e descrizione
L'opera fu commissionata nel 1898 ad Enrico Cassi, allievo di Francesco Barzaghi, appena dopo la morte di Giuseppe Dezza; 
il monumento, in bronzo con basamento in granito di Baveno, rappresenta il generale in piedi ed in uniforme che guarda verso l'orizzonte con la mano sinistra sull'impugnatura della sciabola. La base presenta due bassorilievi bronzei che rappresentano due episodi della spedizione dei Mille.
Venne realizzata grazie ad una sottoscrizione pubblica ed inaugurata il 2 novembre 1902.
Intervennero all'inaugurazione:  Luigi Fecia di Cossato, rappresentante il  Re; Giovanni Giolitti, ai tempi ministro dell'interno; Giuseppe Ottolenghi, ministro della guerra; Menotti Garibaldi; Enrico Guastalla, che rappresentò Giuseppe Zanardelli e che pronunciò il discorso commemorativo; altre numerose personalità pubbliche ed associazioni militari. Il picchetto d'onore funebre era composto dal 29º e 30º fanteria, unità comandate dal Dezza durante la Battaglia di Custoza.

## Bassorilievi
Il basamento presenta due bassorilievi in bronzo collegati da una fascia decorativa dello stesso materiale con gli stemmi di Milano e della Sicilia.
- A destra l'ingresso di Giuseppe Garibaldi a Palermo. Le camicie rosse vengono guidate da una figura femminile,  allegoria della libertà.
- A sinistra l'incontro di Giuseppe Dezza con Garibaldi, entrambi a cavallo, a seguito della Battaglia del Volturno.

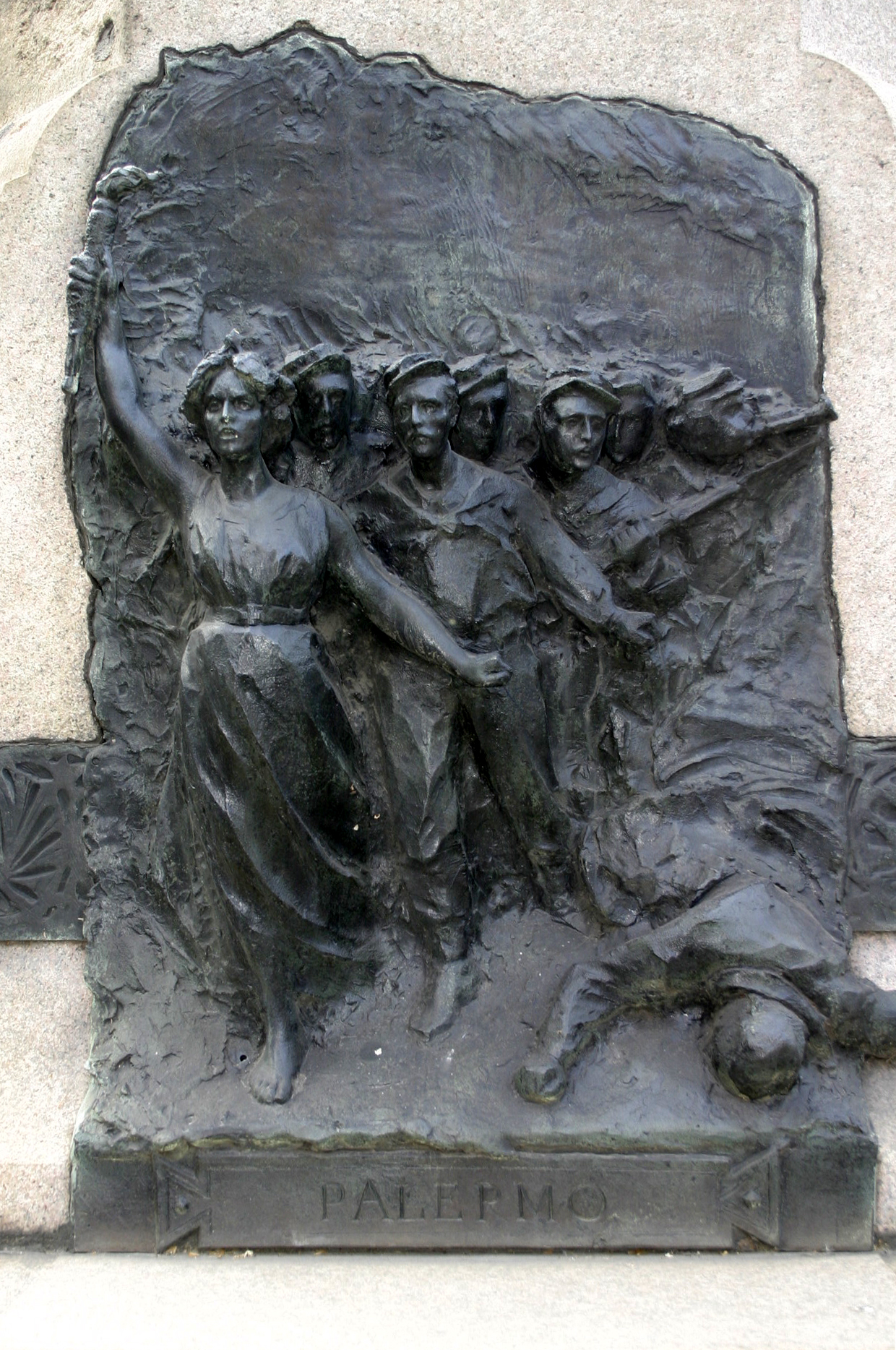
L'ingresso a Palermo
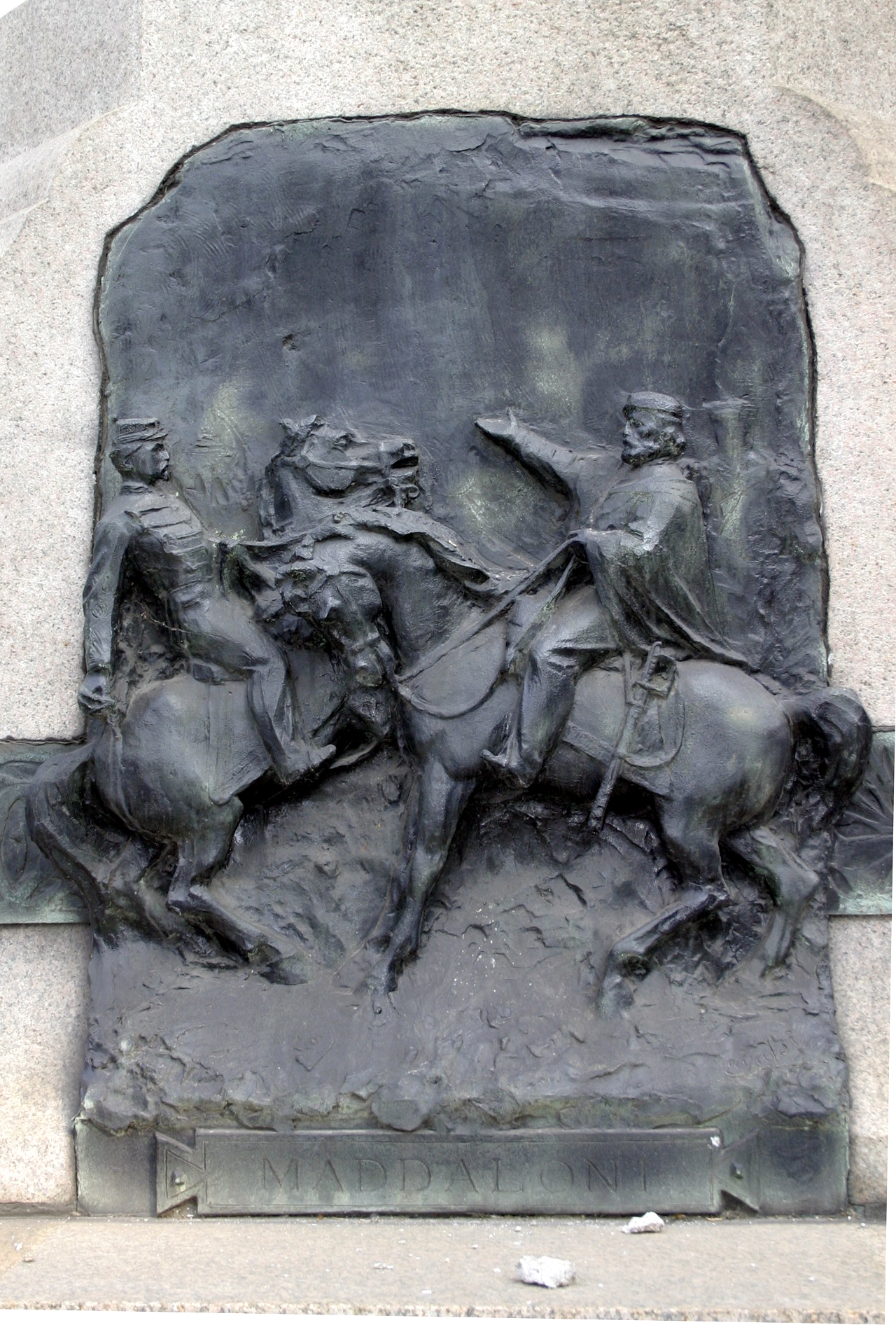
L'incontro con Garibaldi
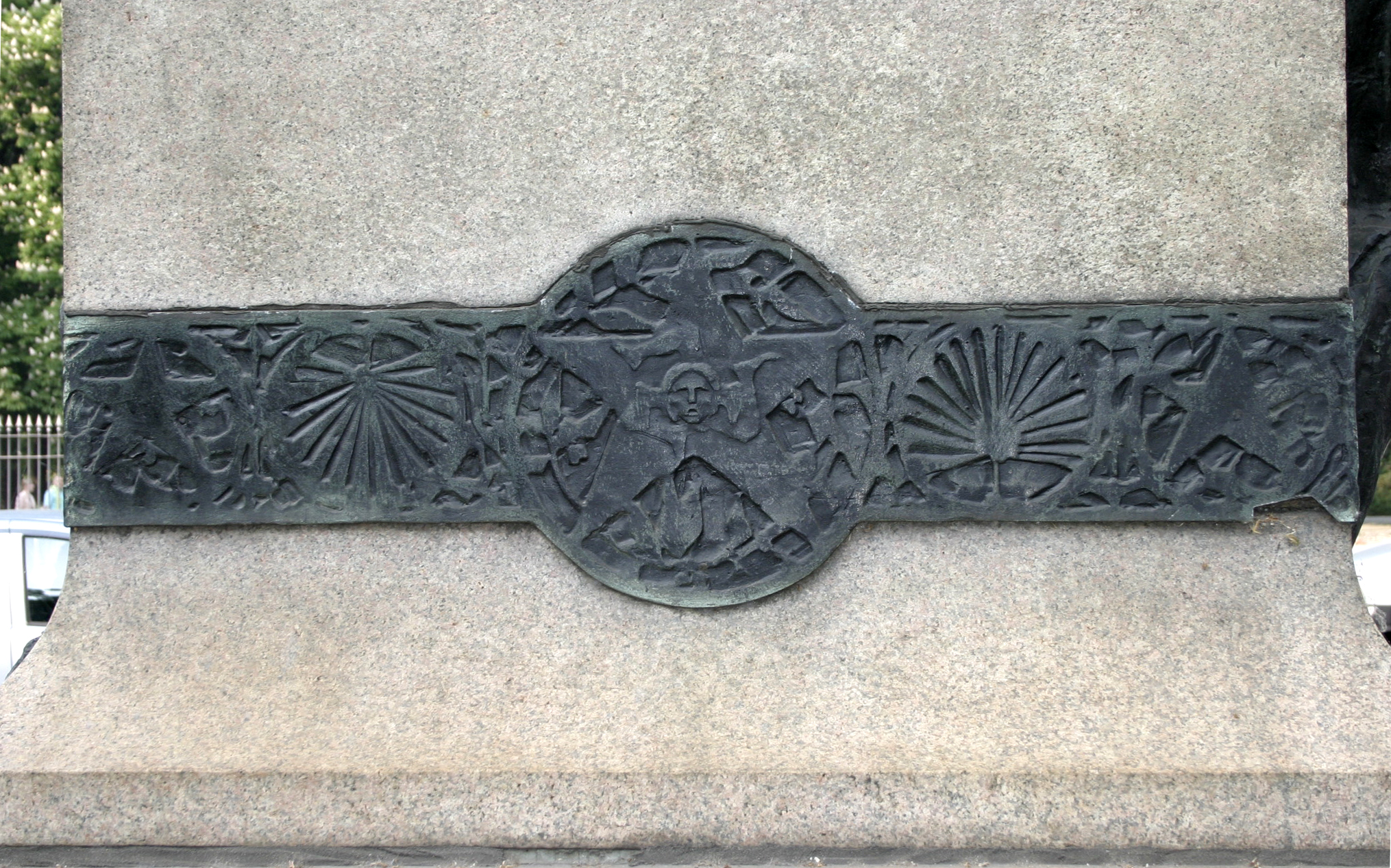
La fascia decorativa